# NGC 2101
NGC 2101 je galaksija u zviježđu Slikarskom stalku.

## Vanjske poveznice
- SEDS: NGC 2101